# Sequals
Sequals (friuli nyelven Secuals) település Olaszországban, Friuli-Venezia Giulia régióban, Pordenone megyében. Lakosainak száma 2166 fő (2023. január 1.). Sequals Arba, Cavasso Nuovo, Meduno, Pinzano al Tagliamento, Spilimbergo és Travesio községekkel határos.

## Népesség
A település lakossága az elmúlt években az alábbi módon változott:
| Lakosok száma | 2226 | 2231 | 2166 |
|               | 2017 | 2018 | 2023 |